# Adelina García Casillas
Adelina García Casillas (Hoyocasero, 1920 - Madrid, 5 d'agost de 1939), modista de professió, coneguda com la mulata, va ser una de les Tretze Roses, joves espanyoles víctimes de la repressió franquista, afusellades el 5 d'agost de 1939 a la tàpia exterior del cementiri de l'Almudena, al costat de 43 homes, acusats tots ells de pertànyer a les Joventuts Socialistes Unificades (JSU) o al Partit Comunista d'Espanya (PCE).

## Trajectòria
Adelina García va ser detinguda arran d'una una denúncia presentada a la caserna de la Segona Companyia eventual de Madrid, en la qual una persona asegurava que les Joventuts Comunistes s'estaven reorganitzant al barri, amb l'objectiu de cometre actes de sabotatge i atemptats el dia de la desfilada de la Victòria i que hi havia diverses noies fent espionatge, infiltrades a la Falange.
La policia va investigar els antics militants comunistes i va anar-la a buscar a casa seva però, en acabar la guerra, els seus pares l'havien enviat, juntament amb els dos germans petits, a casa d'uns familiars al poble del qual eren originaris. El pare era un guàrdia civil que s'havia mantingut lleial a la República i va romandre a Madrid durant tota la Guerra civil, per la qual cosa també era considerat sospitós per a les noves autoritats. Davant de la possibilitat que fos declarada en rebel·lia, la seva mare li va escriure demanant-li que tornés i així ho va fer, sense cap recança. Malgrat que havia estat afiliada a la Unió de Noies de la JSU i en alguna ocasió havia repartit propaganda, la seva activitat política havia estat mínima i des del final de la guerra no havia mantingut contactes amb cap company.
En presentar-se, va ser detinguda i reclosa a Presó de dones de Ventas el 18 de maig de 1939. Era menor d'edat, però no va ser ingressada amb altres menors com Ana López Gallego, Martina Barroso i Victoria Muñoz García. A la presó es va encarregar de repartir la correspondència.
En el consell de guerra d'urgència celebrat el 3 d'agost de 1939, es van dictar 56 penes de mort. L'expedient núm. 30.426 indica que una testimoni, sense al·ludir Adelina directament, va esmentar que, en el domicili de Blanca Brisac Vázquez (una altra de les Tretze Roses), es planejava un complot contra el general Franco, el dia de la desfilada del primer Any de la Victòria. Aquesta circumstància, considerada avui dia com a incerta, va ser descartada i García no va ser imputada per aquest fet. L'execució d'Adelina, al costat del de les altres Roses i els Quaranta-tres Clavells, es va considerar un escarment per l'atemptat que, poc abans, havien fet uns altres militants de les JSU contra el comandant de la Guàrdia Civil i membre del Servei d'Informació i Policia Militar Franquista, Isaac Gabaldón, la seva filla i el conductor, José Luis Díez Madrigal. Tampoc les altres dones tenien relació amb aquest fet ja que estaven empresonades en la data en què va succeir.
Malgrat tot, la sentència de mort va declarar provat que «com a membre de les JSU va intervenir en els treballs d'organització i activitats de les JSU».